# Суровцов Михайло Ілліч
Миха́йло Іллі́ч Суро́вцов (також Суро́вцев; рос. дореф. Михаилъ Ильичъ Суровцовъ; 1 січня (12 січня) 1769, Російська імперія — 3 січня (15 січня) 1833, Миколаїв, Херсонська губернія, Російська імперія) — російський кораблебудівник кінця XVIII — початку XIX століття, інженер-генерал-майор корпусу корабельних інженерів, що збудував понад 50 кораблів різного рангу і класу для Російського імператорського флоту. Інспектор корпусу корабельних інженерів і начальник корабельних інженерів Чорноморського флоту.

## Життєпис

### Таганрозьке адміралтейство
Народився 1 січня 1769 року. У 1780 році вступив на службу у Таганрозьке адміралтейство щогловим учнем. 1 вересня 1783 року проведений у тіммерманські учні, а 1 травня 1789 року — в навчені тіммермани. 27 лютого 1794 року отримав перший офіцерський чин — проведений в корабельні підмайстри рангу прапорщика, 1 травня 1796 року підвищений у чині до поручника.

### Херсонське адміралтейство
2 листопада 1798 року проведений в корабельні майстри майорського рангу і призначений для подальшого проходження служби на Чорноморський флот у Херсонське адміралтейство.
4 листопада 1798 року заклав на Херсонській верфі 74-гарматний лінійний корабель «Свята Параскева», а 6 грудня того ж року паралельно заклав 110-гарматний лінійний корабель «Єгудиїл», спущений на воду 17 листопада 1800 року. Корабель «Свята Параскева» будувався за проєктом корабельних майстрів О. С. Катасанова, Д. О. Масальського і В. О. Саричева. Вперше у практиці російського кораблебудування на цьому кораблі бак і ют був з'єднаний суцільною палубою, що дало змогу посилити вогневу міць і покращити управління вітрилами. Корабель спустили на воду 6 листопада 1799 року, цього ж дня Суровцев заклав 44-гарматний фрегат «Назарет», спущений на воду 12 жовтня 1800 року».
15 липня 1800 року проведений у VII клас табеля про ранги, а 27 листопада того ж року найвищим повелінням нагороджений піврічним жалуванням за будівництво лінійного корабля «Єгудиїл». 14 липня 1801 року заклав 76-гарматний лінійний корабель «Правий», спущений на воду 10 липня 1804 року. Під час будівництва вперше у практиці російського кораблебудування корпус лінійного корабля був скріплений мідними болтами й обшитий мідними листами.
У 1802 році обчислив «Табель про товстоту тіл кораблів, фрегатів та інших звань суден до вантажної ватерлінії в кубічних футах та вагу води, яку вони витискають». У документі наведено докладні кораблебудівні характеристики військових і транспортних суден, як російських, так і іноземних. Унікальність табеля полягала в тому, що окрім довжини по палубі, ширини без обшивки і глибини інтрюму, наведено величини водотоннажності — об'ємної в кубічних футах, та масової в пудах і фунтах, площі мідель-шпангоутів, а також осадка та висота портів від води.
У 1803 році призначений першоприсутнім у контрольній експедиції в Херсонському порту. 5 червня 1803 року розпочав будівництво 32-гарматного фрегата «Воїн», спущеного на воду 26 жовтня 1804 року. Наступного року заклав однотипний «Воїну» фрегат «Лілія», спущений на воду 30 жовтня 1806 року. 5 лютого 1806 року заклав 74-гарматний лінійний корабель «Анапа», спущений на воду 30 вересня 1807 року, а 20 жовтня того ж року розпочав будівництво 110-гарматного лінійного корабля 1-го рангу «Полтава», спущений на воду 20 червня 1808 року.
У 1807 році за заслуги нагороджений орденом Святого Володимира IV ступеня. Того ж року заклав три 74-гарматні лінійні кораблі типу «Анапа»: «Марія» (спущений на воду 12 листопада 1808 року), «Дмитро Донський» (спущений на воду 6 листопада 1809 року) та «Азія» (спущений на воду 5 серпня 1810 року).
У 1808 році проведений у VI клас табеля про ранги. 12 листопада 1808 року заклав 110-гарматний лінійний корабель «Дванадцять апостолів», спущений на воду 31 травня 1811 року.
26 жовтня 1809 року заклав 32-гарматний фрегат «Африка», спущений на воду 3 червня 1811 року. 4 лютого 1810 року розпочав будівництво 74-гарматного лінійного корабля «Максим Сповідник», спущеного на воду 9 червня 1812 року. 9 березня 1812 року заклав два 32-гарматні фрегати, «Поспішний» і «Везул», спущені в листопаді 1813 року, 18 вересня того ж року заклав 110-гарматний лінійний корабель «Париж», спущений на воду 22 листопада 1814 року. У 1813 році розпочав будівництво 74-гарматного лінійного корабля «Красний», який спустив на воду 16 травня 1816 року і того ж дня заклав 44-гарматний фрегат «Євстафій» та 74-гарматний лінійний корабель «Скорий».
12 грудня 1816 року проведений у V клас табеля про ранги. У 1818 році за оригінальний проєкт і будівництво 74-гарматного корабля «Скорий» імператор Олександр I особисто подарував Суровцову діамантовий перстень. Загалом за 22 роки служби у Херсонському адміралтействі Суровцов збудував 44 судна різного рангу та класу, з них 13 лінійних кораблів, 7 фрегатів, два транспорти, плавучу батарею і 21 канонерський човен. Усі кораблі брали участь у російсько-турецькій війні 1806—1812 років.

### Миколаївське адміралтейство
У 1820 році, на прохання командувача Чорноморським флотом віцеадмірала О. С. Грейга, переведений до міста Миколаєва, де призначений виконуючим посаду радника Чорноморської виконавчої експедиції кораблебудівного відділення. У 1822 році за проведення через мілкий Дніпровський лиман 110-гарматного корабля «Імператор Франц» за новим, розробленим ним ж проєктом, Суровцов був нагороджений орденом Святої Анни II ступеня.
У 1825 році призначений виконувачем посади начальника кораблебудівного відділення. У 1826 році проведений у IV клас табеля про ранги з призначенням помічником оберінтенданта Чорноморського флоту контрадмірала Ф. І. Цаца. Наступного року перейменований в інженер-генерал-майора і призначений інспектором корпусу корабельних інженерів.
Брав участь у розробці проєкту та креслень першого на Чорному морі вантажопасажирського судна для Одеського порту, пароплава «Одеса», що будувався на приватній верфі М. С. Варшавського. під наглядом І. С. Разумова. У 1829 році нагороджений орденом Святого Володимира III ступеня.
22 липня 1828 року в Спаському адміралтействі заклав 84-гарматний лінійний корабель «Анапа», спущений на воду 7 вересня 1829 року, і розпочав будівництво однотипного йому лінійного корабля «Імператриця Катерина II». Протягом 1829—1831 років, паралельно, на приватних верфях О. О. Перовського і М. С. Серебряного вів будівництво трьох 60-гарматних фрегатів, що будувалися за підрядом державним коштом: «Варна», спущена на воду 16 серпня 1830 року, «Енос», спущений на воду 10 жовтня 1831 року і «Бургас», спущений на воду 7 листопада 1832 року.
11 лютого 1831 року, після приєднання корпусу корабельних інженерів Чорноморського флоту до корпусу Балтійського флоту, призначений начальником корабельних інженерів і головою кораблебудівного і вченого комітету.
Разом з О. С. Грейгом вивчав і застосовував передові методи побудови суден, зокрема параболічний метод, за яким ним безпосередньо було спроєктовано кілька суден. За завданням Грейга Суровцов на прикладі кораблів «Париж» і «Вікторія» проводив порівняльний аналіз різних варіантів параболічного методу, зокрема методи Чапмана, Грейга та Стіла. Параболічний та інші математичні методи проєктування суден стали широко відомі і заклали основу для наукового проєктування вітрильних суден. Грейг удосконалив конструкцію кораблів — запровадив систему набору корпусів за методом Сеппінга з діагональними зв'язками — рідерсами. Систему Сеппінга запровадили 1817 року на всіх верфях Чорноморського флоту, що підвищило міцність корпусів і збільшило термін служби суден. Суровцев також брав участь у проєктуванні першого на Чорному морі 120-гарматного корабля «Варшава».
Помер 3 січня 1833 року в Миколаєві.

## Нагороди
- Орден Святого Володимира IV ступеня (1807).
- Орден Святої Анни II ступеня (1822).
- Орден Святого Володимира III ступеня (1829).